# Lysimachia pumila
Lysimachia pumila är en viveväxtart som först beskrevs av Baudo, och fick sitt nu gällande namn av Adrien René Franchet. Lysimachia pumila ingår i släktet lysingar, och familjen viveväxter. Inga underarter finns listade i Catalogue of Life.